# 新井清泉
新井 清泉（あらい せいせん、本名：新井 昌奎（あらい しょうけい）、1929年11月19日 - 2009年9月7日）は、岐阜県土岐市出身の書道家、美術作家。

## 来歴
1929年（昭和4年）11月19日生まれ。
芝浦工業専門学校中退。
1961年に、岐青会として書道研究書芸会を創設。
書道研究書芸会会長、憲墨会会長、大書心会理事長、土岐市美術作家連盟会員など、多くの役員を務め、書家として多くの賞を受賞した。
2009年9月7日に死去。享年80歳。